# Bloodhound Gang
Bloodhound Gang was een Amerikaanse rockband die actief was van 1992 tot 2015.

## Biografie
In 1992 richtten Jimmy Pop Ali (echte naam: Jimmy Franks) en Daddy Long Legs de groep "Bang Chamber 8" op. Onder deze naam namen ze één demo op, waarna ze de naam veranderden in Bloodhound Gang. In 1994 namen ze onder deze naam hun eerste demo op genaamd The Original Motion Picture Soundtrack to Hitler's Handicapped Helpers. Dankzij deze demo kregen ze een contract bij Cheese Factory Records. In november van datzelfde jaar kwam hun eerste ep op de markt, genaamd Dingleberry haze. In maart 1995 tekenden ze een platencontract bij Columbia Records. Bij dit label werd het debuutalbum Use your fingers opgenomen. Na de release verlieten Daddy Long Legs en M.S.G. de band. Bassist Evil Jared Hasselhoff en DJ Tard-E-Tard kwamen erbij als vervangers. Na deze tour liet Columbia Records het contract vallen en verlieten Tard-E-Tard en Skip O'Pot2Mus de band.
In 1996 tekende Bloodhound Gang bij Republic Records. DJ Q-Ball, Spanky G en Lüpus Thünder (op respectievelijk de draaitafels, drums en gitaar) kwamen erbij. Onder deze line-up werd het album One fierce beercoaster opgenomen. Hieruit ontstond de eerste grote hit, genaamd Fire water burn. Deze single werd een top 10-hit in diverse Europese landen, waaronder Nederland. Later werd het nummer gebruikt in de film Fahrenheit 9/11 (2004), aangezien het een populair lied was bij de Amerikaanse soldaten die vochten in Irak. In de film 8 Mile wordt het lied gezongen in de scène dat B rabbit en zijn vrienden een onbewoond huis in brand steken.
In 1999 bracht Bloodhound Gang zijn derde album uit: Hooray for boobies. Het werd hun meest succesvolle plaat en bevatte onder meer de hitsingle The bad touch. Dit nummer groeide uit tot een wereldwijd succes en werd een nummer 1-hit in onder meer Duitsland, Spanje, Italië en Vlaanderen.
In 2003 kwam hun dvd One fierce beer run uit, over de gelijknamige tour in 1997. In 2005 verscheen het vierde album, Hefty fine, dat eerst als titel Heavy flow had, maar dat geschrapt werd omdat Moby een lied heeft met dezelfde titel. Het album bracht twee bescheiden hits voort: Foxtrot Uniform Charlie Kilo (F.U.C.K) en Uhn tiss uhn tiss uhn tiss.
Eind 2015 bracht de band zijn laatste album uit: Hard off. Dit album was alleen verkrijgbaar via de officiële website.
Bloodhound Gang heeft getoerd in Australië, België, Canada, Denemarken, Duitsland, Engeland, Finland, Frankrijk, Griekenland, IJsland, Italië, Japan, Nederland, Nieuw-Zeeland, Noorwegen, Oostenrijk, Rusland, Schotland, Spanje, de Verenigde Staten, Zweden en Zwitserland.